# Comuna Raduhivka
Raduhivka (în ucraineană Радухівка) este o comună în raionul Rivne, regiunea Rivne, Ucraina, formată din satele Iskra, Novostav-Dalnii, Raduhivka (reședința) și Suhivți.

## Demografie
Componența lingvistică a comunei Raduhivka
     Ucraineană (99,53%)
     Alte limbi (0,3%)
Conform recensământului din 2001, majoritatea populației comunei Raduhivka era vorbitoare de ucraineană (99,53%), existând în minoritate și vorbitori de alte limbi.